# Desmopachria portmanni
Desmopachria portmanni là một loài bọ cánh cứng thuộc họ Bọ nước. Loài này được Clark miêu tả khoa học năm 1862. Loài này có trong miền Tân Nhiệt đới.